# Joaquim Hudson de Souza Ribeiro
Joaquim Hudson de Souza Ribeiro (Parintins, 31 de agosto de 1973) é um prelado brasileiro da Igreja Católica, atual bispo auxiliar de Manaus.

## Biografia
Sua formação foi realizada no Seminário Arquidiocesano São José, em Manaus e cursou psicologia no Centro Universitário do Norte (UniNorte) em Manaus. Posteriormente, obteve a licenciatura em Cooperação Internacional pela Universidade Católica do Sagrado Coração de Milão e o doutorado em geografia humana pela Universidade de São Paulo, além do pós-doutorado em psicologia clínica pela Universidade do Porto, em Portugal.
Foi ordenado diácono em 14 de março de 1999 e recebeu a ordenação presbiteral em 12 de outubro do mesmo ano, sendo incardinado na Arquidiocese de Manaus.
Em sua atuação pastoral, Monsenhor Hudson foi pároco de Nossa Senhora Mãe dos Pobres (1999-2001) e Nossa Senhora das Graças (1999-2006) em Manaus; membro da Comissão Sacerdotal da Regional Norte 1 da Conferência Nacional dos Bispos do Brasil (2000-2004); membro da Pastoral Sacerdotal (2001-2005); membro do Conselho Presbiteral; assessor de Pastoral Familiar; coordenador dos Setores Pastorais; conselheiro da Caritas Arquidiocesana; coordenador do Serviço Arquidiocesano de Aconselhamento Familiar; coordenador do Departamento de Pesquisa do Instituto de Teologia Pastoral e Ensino Superior da Amazônia (ITEPES); professor de algumas disciplinas de psicologia na Faculdade Salesiana Dom Bosco de Manaus, na Universidade Federal do Amazonas (UFAM) e na Universidade do Estado do Amazonas (UEA); desde 2017, foi pároco da Catedral Metropolitana de Manaus e desde 2022, diretor da Faculdade Católica do Amazonas (FCA).
Em 8 de novembro de 2023, o Papa Francisco o nomeou como bispo auxiliar de Manaus, atribuindo a sé titular de Macri. Recebeu a ordenação episcopal em 2 de fevereiro de 2024, na Igreja São José Operário, de Dom Frei Leonardo Ulrich Steiner, O.F.M., cardeal arcebispo de Manaus, coadjuvado por Dom Luiz Soares Vieira, arcebispo emérito de Manaus e por Dom Mário Antônio da Silva, arcebispo de Cuiabá.